# Beaurepaire (Sekwana Nadmorska)
Beaurepaire – miejscowość i gmina we Francji, w regionie Normandia, w departamencie Sekwana Nadmorska.

## Zaludnienie
Według danych na rok 1990 gminę zamieszkiwało 337 osób, a gęstość zaludnienia wynosiła 119 osób/km² (wśród 1421 gmin Górnej Normandii Beaurepaire plasuje się na 578. miejscu pod względem liczby ludności, natomiast pod względem powierzchni na miejscu 851.).